# Sowjetische Gebietsansprüche in der Türkei

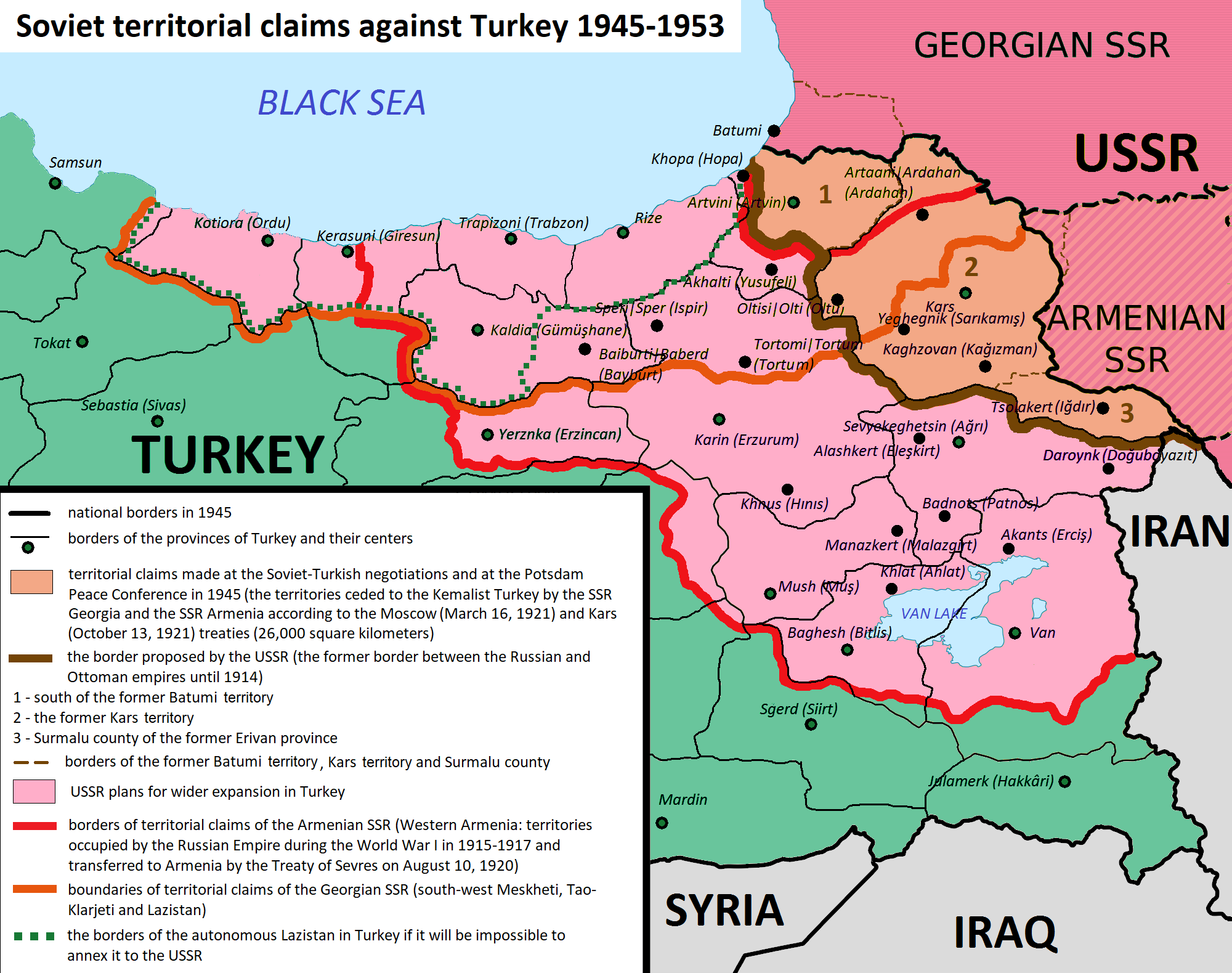
Gebietsansprüche der Sowjetunion an die Türkei von 1945 bis 1953.

Sowjetische Gebietsansprüche gegenüber der Türkei, die zu einem Gebietskonflikt zwischen beiden Staaten führten, wurden insbesondere in den Jahren 1945 bis 1953 geltend gemacht und umfassten mehrere Vorschläge, die sowjetisch-türkische Grenze neu festzulegen. Diese Vorschläge sollte mehrere Nationalitäten der Region Ostanatolien zufriedenstellen. Gemäß den Memoiren von Nikita Chruschtschow drängte der Stellvertretende Ministerpräsident Lawrenti Beria (1946–1953) den Sowjetdiktator Josef Stalin dazu, ostanatolisches Gebiet zu beanspruchen, welches durch die Türken von Georgien gestohlen worden sei. Aus praktischen Gründen würden die Sowjetansprüche bei Erfolg die Stellung des Staates um das Schwarze Meer stärken und den imperialistischen Einfluss des Britischen Weltreiches im Nahen Osten schwächen. Die erworbenen Gebiete sollten den damaligen Sowjetrepubliken Armenien und Georgien zugeschlagen werden und waren mit ein Hauptgrund für die Zugehörigkeit der Türkei zum Westen.
Die Sowjetunion lehnte das Meerengen-Abkommen von 1936 ab, welches der Türkei unter Staatsgründer Mustafa Kemal Atatürk die alleinige Kontrolle über die Schifffahrt durch den Bosporus gewährte – ein essentieller Wasserweg für sowjetische Exporte. Als der Sowjetisch-türkische Vertrag über Freundschaft und Neutralität von 1925 im Jahre 1945 auslief, entschied sich die sowjetische Seite, den Vertrag nicht zu erneuern. Der sowjetische Außenminister Wjatscheslaw Molotow erklärte den Türken, dass den georgischen und armenischen Ansprüchen über türkisch kontrolliertes Gebiet entsprochen werden müsse, bevor ein neuer Vertrag geschlossen werden könne. Das umstrittene Gebiet um Rize, Kars und Ardahan wurde von 1878 bis 1921 vom Russischen Reich und später von Georgien sowie der Demokratischen Republik Armenien kontrolliert, bevor es durch Russland an die Türken übergeben wurde, jedoch weiterhin von Angehörigen der jeweiligen Volksgruppen bewohnt wurde, die später eigene Sozialistische Sowjetrepubliken bekamen. Molotow argumentierte, dass während die Sowjets ihre Grenze zu Polen seit den Gebietsabtretungen an das Land während der sowjetischen Schwäche 1921 normalisierten, ähnliche Abtretungen an die Türkei seit dieser Zeit niemals durch Neuverhandlungen legitimiert wurden.
Es gab drei Pläne der Sowjetunion über die Größe der Fläche, welche die Türkei abtreten sollte:
- Der Erste Plan umfasste das Gebiet des ehemaligen Oblast Kars und des Ujesd Surmalu des Gouvernements Jerewan (die Stadt Iğdır und Umgebung), welches von 1878 bis 1921 formell Teil des Russischen Reiches und später von 1918 bis 1920 Teil der Demokratischen Republik Armenien war.
- Der Zweite Plan umfasste die Alaschkert-Ebene sowie die Stadt Doğubeyazıt/Bajaset zusätzlich zu Kars und Surmalu.[3]
- Der Dritte Plan umfasste den Großteil des östlichen Anatoliens (Erzurum/Erseroume, Van/Vane, Muş/Mouche, Bitlis/Pedlesse) zusätzlich zu Kars, Surmalu, der Alaschkert-Ebene und Bajaset.[3]

Die Sowjetregierung wollte Menschen aus der armenischen Diaspora, welche auch überwiegend aus der beanspruchten Region stammten und seit dem Völkermord an den Armeniern weltweit verstreut lebten, in den erworbenen Gebieten wieder ansiedeln und repatriieren 
Die Vereinigten Staaten lehnten die sowjetische Annektierung des Kars-Plateaus ab, um der Türkei als Verbündetem beizustehen. Teile der US-amerikanischen Regierung betrachteten die sowjetischen Gebietsansprüche als Expansionismus, der an den nationalsozialistischen Irredentismus über die Sudetendeutschen in der Tschechoslowakei erinnere. Seit 1934 schlussfolgerte das US-Außenministerium, dass ihre vorherige Unterstützung für Armenien seit Präsident Woodrow Wilson (1913–1921) durch das Ende der armenischen Unabhängigkeit abgelaufen und ungültig sei. Der entschiedene Widerstand der Vereinigten Staaten gegen die von den Sowjets unterstützten Selbstbestimmungsbewegungen in der Türkei und im Iran führten zur Zerschlagung und Re-Annektierung der kurdischen Republik Mahabad (1946–1947) und der aserbaidschanischen Volksregierung (1945–1946) durch den Iran. Die Türkei trat aufgrund dieser Ansprüche 1952 der antisowjetischen Militärallianz NATO bei. Als Teil der Bemühungen, freundlichere Beziehungen zur Türkei aufzubauen, verzichtete die Sowjetregierung nach dem Tod Stalins (1953) auf ihre territorialen Forderungen.